# Piet Gunning
Pieter "Piet" Adriaan Gunning (Hoogkerk, 5 juli 1913 – Bloemendaal, 23 mei 1967) was een Nederlands veldhockeyspeler.
Piet Gunning, lid van de familie Gunning,  maakte deel uit van het Nederlandse hockeyteam dat op de Olympische Zomerspelen 1936 de bronzen medaille won. Hij speelde alle vijf wedstrijden op deze Spelen als aanvaller. De bronzen medaille werd eind 2012 gestolen uit de woning van zijn zoon. 